# 김선필 (조선)
김선필 조선시대의 내시이다.

## 생애
김계한의 후손으로 3대로 입적되었다.
묘는 양주 사내리에 위치해 있다.